# Ponte Branca
Ponte Branca – miasto i gmina w Brazylii, w stanie Mato Grosso.